# Großer Preis von Großbritannien 1951
Der Große Preis von Großbritannien 1951 (offiziell IV RAC British Grand Prix) fand am 14. Juli auf dem Silverstone Circuit in Silverstone statt und war das fünfte Rennen der Automobil-Weltmeisterschaft 1951.

## Berichte

### Hintergrund
Nach dem Großen Preis von Frankreich führte Juan Manuel Fangio in der Fahrerwertung mit einem Punkt vor Giuseppe Farina und mit sechs Punkten vor Alberto Ascari.
Der ursprünglich für Mai geplante Große Preis von Großbritannien wurde um zwei Monate nach hinten verschoben. Gerüchteweise geschah dies, um den geplanten Einstieg von B.R.M. zu ermöglichen, die im Mai noch nicht startklar waren. Dass auch dieser Termin kaum gehalten werden konnte, zeigte sich, als die B.R.M. erst am Renntag ohne eine einzige Trainingsrunde gefahren zu sein, auf der Strecke erschienen. Es wurde ihnen gestattet, aus der letzten Reihe zu starten.
Alfa Romeo trat wieder mit vier Fahrzeugen an, das vierte fuhr Felice Bonetto, der Luigi Fagioli ersetzte. Fagioli hatte sich nach dem Grand Prix von Frankreich mit Alfa Romeo überworfen, als er seinen Wagen an Fangio abtreten musste, der ihn zum Sieg steuerte.
Ferrari wartete mit drei Fahrzeugen auf, wobei das Dritte, von José Froilán González gesteuert, nur einen Vergaser hatte und folglich etwas weniger Leistung entfaltete, rund 350 statt 380 PS. Peter Whitehead meldete zudem einen privaten Ferrari. Bedingt durch die relativ kurzen Geraden in Silverstone stand zu erwarten, dass die Ferrari mit den Alfa Romeo mithalten konnten. Allerdings mussten beide nur jeweils einmal zum Nachtanken kommen, da die Renndistanz mit 418 km für damalige Verhältnisse relativ kurz war.
Die übrigen zehn Teilnehmer verteilten sich auf vier Talbots (alle privat), drei Maserati, zwei ERA und Joe Kellys Alta.
Mit Farina und Luigi Villoresi (jeweils einmal) traten zwei ehemalige Sieger zu diesem Grand Prix an.

### Training und Qualifying
In Training waren die Ferrari wie erwartet auf Augenhöhe mit den Alfa Romeos. González konnte sich mit dem schwächsten Fahrzeug mit 1:43,4 Minuten die Pole-Position sichern und war damit eine Sekunde schneller als sein argentinischer Landsmann Fangio im Alfa Romeo. Dies war das erste Mal, dass kein Alfa Romeo bei einem Weltmeisterschaftslauf auf der Pole-Position stand. Die erste Startreihe komplettierten Farina (Alfa Romeo) und Ascari (Ferrari). Nur 18 Fahrzeuge nahmen am Training teil, da B.R.M. erst am Renntag erschien.

### Rennen
Der beste Start gelang Felice Bonetto, der mit seinem Alfa Romeo aus der zweiten Reihe an die Spitze schoss und diese auch über die erste Runde hin verteidigen konnte. Bis zur neunten Runde fiel er aber dann auf den fünften Platz zurück. Erstaunlich gut führten sich die unerprobten B.R.M. ein. Reg Parnell hatte nach der zweiten Runde bereits das halbe Feld überholt und lag auf dem neunten Platz. Peter Walker gelang ein ähnliches Manöver.
In der zehnten Runde verdrängte Fangio González vom ersten Platz, konnte ihn aber maximal um 5 Sekunden distanzieren. In der 38. Runde konnte er Fangio wieder vom ersten Platz verdrängen. Farina lag an dritter Stelle und hatte Ascari überholt. Obwohl er die schnellste Runde drehte, konnte er nicht zum Führungsduo aufschließen.
Als die Alfa Romeo gegen Halbzeit des Rennens zum Auftanken an die Box kamen, vergrößerte sich González Vorsprung auf 72 Sekunden. Erst in der 55. Runde musste mit Ascari der erste Ferrari nachtanken, nur um kurz darauf mit Getriebeschaden stehen zu bleiben. Als González zum Nachtanken kam, sprang er zunächst aus dem Wagen, im Glauben, das Fahrzeug an Ascari übergeben zu müssen. Doch er durfte weiterfahren. Danach änderten sich die Positionen mit der Ausnahme von Farinas Aufgabe in Runde 76 infolge einer defekten Kupplung, nicht mehr. González gelang mit über 50 Sekunden Vorsprung der erste von seinen insgesamt zwei Siegen in einem Formel-1-Weltmeisterschaftslauf, was gleichzeitig auch der erste Sieg für die Scuderia Ferrari in dieser Kategorie war. Mit Platz 5 (Parnell) erreichte B.R.M. ein erstaunlich gutes Resultat für ihr Debüt bei einem Formel-1-Weltmeisterschaftslauf.
In der Fahrerwertung blieb Fangio vor Farina während Villerosi und González sich nun den dritten Platz teilten.

## Meldeliste
| Team                     | Nr. | Fahrer                     | Chassis             | Motor      | Reifen |
| ------------------------ | --- | -------------------------- | ------------------- | ---------- | ------ |
| Alfa Romeo Motorsport    | 01  | Giuseppe Farina            | Alfa Romeo 159      | Alfa Romeo | P      |
| Alfa Romeo Motorsport    | 02  | Juan Manuel Fangio         | Alfa Romeo 159      | Alfa Romeo | P      |
| Alfa Romeo Motorsport    | 03  | Consalvo Sanesi            | Alfa Romeo 159      | Alfa Romeo | P      |
| Alfa Romeo Motorsport    | 04  | Felice Bonetto             | Alfa Romeo 159      | Alfa Romeo | P      |
| Team Joe Kelly           | 05  | Joe Kelly                  | Alta GP             | Alta       | D      |
| British Racing Motors    | 06  | Reg Parnell                | BRM P15             | BRM        | D      |
| British Racing Motors    | 07  | Peter Walker               | BRM P15             | BRM        | D      |
| Team F R Gerard Cars     | 08  | Frederick Robert Gerard    | ERA B               | ERA        | D      |
| Team Brian Shawe-Taylor  | 09  | Brian Shawe-Taylor         | ERA B               | ERA        | D      |
| Scuderia Ferrari         | 10  | Luigi Villoresi            | Ferrari 375         | Ferrari    | P      |
| Scuderia Ferrari         | 11  | Alberto Ascari             | Ferrari 375         | Ferrari    | P      |
| Scuderia Ferrari         | 12  | José Froilán González      | Ferrari 375         | Ferrari    | P      |
| Scuderia Ferrari         | 14  | Peter Whitehead            | Ferrari 125         | Ferrari    | P      |
| Scuderia Ambrosiana      | 15  | David Murray               | Maserati 4CLT       | Maserati   | D      |
| Team John James          | 16  | John James                 | Maserati 4CLT       | Maserati   | D      |
| Team Fotheringham-Parker | 17  | Philip Fotheringham-Parker | Maserati 4CL        | Maserati   | D      |
| Team Duncan Hamilton     | 18  | Duncan Hamilton            | Talbot-Lago T26C    | Talbot     | D      |
| Ecurie Rosier            | 22  | Louis Rosier               | Talbot-Lago T26C-DA | Talbot     | D      |
| Ecurie France            | 23  | Louis Chiron               | Talbot-Lago T26C    | Talbot     | D      |
| Ecurie Belge             | 25  | Johnny Claes               | Talbot-Lago T26C-DA | Talbot     | D      |

## Klassifikation

### Startaufstellung
| Pos. | Fahrer                     | Konstrukteur | Zeit       | km/h    | Startreihe |
| ---- | -------------------------- | ------------ | ---------- | ------- | ---------- |
| 01   | José Froilán González      | Ferrari      | 1:43,4     | 161,861 | 1          |
| 02   | Juan Manuel Fangio         | Alfa Romeo   | 1:44,4     | 160,310 | 1          |
| 03   | Giuseppe Farina            | Alfa Romeo   | 1:45,0     | 159,394 | 1          |
| 04   | Alberto Ascari             | Ferrari      | 1:45,4     | 158,789 | 1          |
| 05   | Luigi Villoresi            | Ferrari      | 1:45,8     | 158,189 | 2          |
| 06   | Consalvo Sanesi            | Alfa Romeo   | 1:50,2     | 151,873 | 2          |
| 07   | Felice Bonetto             | Alfa Romeo   | 1:52,0     | 149,432 | 2          |
| 08   | Peter Whitehead            | Ferrari      | 1:54,6     | 146,042 | 3          |
| 09   | Louis Rosier               | Talbot-Lago  | 1:56,0     | 144,279 | 3          |
| 10   | Frederick Robert Gerard    | E.R.A.       | 1:57,0     | 143,046 | 3          |
| 11   | Duncan Hamilton            | Talbot-Lago  | 1:57,2     | 142,802 | 3          |
| 12   | Brian Shawe-Taylor         | E.R.A.       | 1:58,2     | 141,594 | 4          |
| 13   | Louis Chiron               | Talbot-Lago  | 2:00,2     | 139,238 | 4          |
| 14   | Johnny Claes               | Talbot-Lago  | 2:05,8     | 133,040 | 4          |
| 15   | David Murray               | Maserati     | 2:06,0     | 132,829 | 5          |
| 16   | Philip Fotheringham-Parker | Maserati     | 2:13,2     | 125,649 | 5          |
| 17   | John James                 | Maserati     | 2:17,0     | 122,164 | 5          |
| 18   | Joe Kelly                  | Alta         | 2:18,4     | 120,928 | 5          |
| 19   | Peter Walker               | B.R.M.       | keine Zeit | –       | 6          |
| 20   | Reg Parnell                | B.R.M.       | keine Zeit | –       | 6          |

## Rennergebnis
| Pos. | Fahrer                     | Konstrukteur | Runden | Zeit        | Start | Schnellste Runde |
| ---- | -------------------------- | ------------ | ------ | ----------- | ----- | ---------------- |
| 01   | José Froilán González      | Ferrari      | 90     | 2:42:18,2   | 01    |                  |
| 02   | Juan Manuel Fangio         | Alfa Romeo   | 90     | + 51,0      | 02    |                  |
| 03   | Luigi Villoresi            | Ferrari      | 88     | + 2 Runden  | 05    |                  |
| 04   | Felice Bonetto             | Alfa Romeo   | 87     | + 3 Runden  | 07    |                  |
| 05   | Reg Parnell                | B.R.M.       | 85     | + 5 Runden  | 20    |                  |
| 06   | Consalvo Sanesi            | Alfa Romeo   | 84     | + 6 Runden  | 06    |                  |
| 07   | Peter Walker               | B.R.M.       | 84     | + 6 Runden  | 19    |                  |
| 08   | Brian Shawe-Taylor         | E.R.A.       | 84     | + 6 Runden  | 12    |                  |
| 09   | Peter Whitehead            | Ferrari      | 83     | + 7 Runden  | 08    |                  |
| 10   | Louis Rosier               | Talbot-Lago  | 83     | + 7 Runden  | 09    | 1:53,6 (32.)     |
| 11   | Frederick Robert Gerard    | E.R.A.       | 82     | + 8 Runden  | 10    | 1:53,6           |
| 12   | Duncan Hamilton            | Talbot-Lago  | 82     | + 8 Runden  | 11    | 1:54,0           |
| 13   | Johnny Claes               | Talbot-Lago  | 80     | + 10 Runden | 14    | 1:54,8 (47.)     |
| –    | Giuseppe Farina            | Alfa Romeo   | 75     | DNF         | 03    | 1:44,0 (38.)     |
| –    | Joe Kelly                  | Alta         | 75     | DNF         | 18    |                  |
| –    | Alberto Ascari             | Ferrari      | 56     | DNF         | 04    |                  |
| –    | Philip Fotheringham-Parker | Maserati     | 45     | DNF         | 16    |                  |
| –    | David Murray               | Maserati     | 44     | DNF         | 15    |                  |
| –    | Louis Chiron               | Talbot-Lago  | 41     | DNF         | 13    | 1:58,6 (04.)     |
| –    | John James                 | Maserati     | 23     | DNF         | 17    |                  |

## WM-Stand nach dem Rennen
Die ersten fünf bekamen 8, 6, 4, 3 bzw. 2 Punkte; einen Punkt gab es für die schnellste Runde. Es zählten nur die vier besten Ergebnisse aus acht Rennen.

### Fahrerwertung
| Pos. | Fahrer                  | Konstrukteur           | Punkte |
| ---- | ----------------------- | ---------------------- | ------ |
| 01   | Juan Manuel Fangio      | Alfa Romeo             | 21     |
| 02   | Giuseppe Farina         | Alfa Romeo             | 15     |
| 03   | Luigi Villoresi         | Ferrari                | 12     |
| 04   | José Froilán González   | Talbot-Lago / Ferrari  | 11     |
| 05   | Alberto Ascari          | Ferrari                | 9      |
| 06   | Lee Wallard             | Kurtis Kraft           | 9      |
| 07   | Piero Taruffi           | Ferrari                | 6      |
| 08   | Mike Nazaruk            | Kurtis Kraft           | 6      |
| 09   | Reg Parnell             | Ferrari / B.R.M.       | 5      |
| 10   | Luigi Fagioli           | Alfa Romeo             | 4      |
| 11   | Louis Rosier            | Talbot-Lago            | 3      |
| 12   | Felice Bonetto          | Alfa Romeo             | 3      |
| 13   | Consalvo Sanesi         | Alfa Romeo             | 3      |
| 14   | Andy Linden             | Sherman                | 3      |
| 15   | Emmanuel de Graffenried | Maserati / Alfa Romeo  | 2      |
| 16   | Yves Giraud-Cabantous   | Talbot-Lago            | 2      |
| 17   | Jack McGrath            | Kurtis Kraft           | 2      |
| 18   | Manuel Ayulo            | Kurtis Kraft           | 2      |
| 19   | Bobby Ball              | Schroeder              | 2      |
| 20   | Peter Walker            | B.R.M.                 | 0      |
| 21   | André Pilette           | Talbot-Lago            | 0      |
| 22   | Louis Chiron            | Talbot-Lago / Maserati | 0      |
| 23   | Brian Shawe-Taylor      | E.R.A.                 | 0      |

| Pos. | Fahrer                     | Konstrukteur   | Punkte |
| ---- | -------------------------- | -------------- | ------ |
| 24   | Eugène Chaboud             | Talbot-Lago    | 0      |
| 25   | Peter Whitehead            | Ferrari        | 0      |
| 26   | Stirling Moss              | HWM            | 0      |
| 27   | Guy Mairesse               | Talbot-Lago    | 0      |
| 28   | Philippe Étancelin         | Talbot-Lago    | 0      |
| 29   | Rudolf Fischer             | Ferrari        | 0      |
| 30   | Frederick Robert Gerard    | E.R.A          | 0      |
| 31   | Harry Schell               | Maserati       | 0      |
| 32   | Duncan Hamilton            | Talbot-Lago    | 0      |
| 33   | Johnny Claes               | Talbot-Lago    | 0      |
| 34   | Pierre Levegh              | Talbot-Lago    | 0      |
| –    | Henri Louveau              | Talbot-Lago    | 0      |
| –    | George Abecassis           | HWM            | 0      |
| –    | Peter Hirt                 | Veritas-Meteor | 0      |
| –    | Aldo Gordini               | Simca-Gordini  | 0      |
| –    | Maurice Trintignant        | Simca-Gordini  | 0      |
| –    | André Simon                | Simca-Gordini  | 0      |
| –    | Robert Manzon              | Simca-Gordini  | 0      |
| –    | Onofre Marimón             | Maserati       | 0      |
| –    | Joe Kelly                  | Alta           | 0      |
| –    | Philip Fotheringham-Parker | Maserati       | 0      |
| –    | David Murray               | Maserati       | 0      |
| –    | John James                 | Maserati       | 0      |

## Trivia
Der Große Preis von Großbritannien 1951 war das erste Automobilrennen, das der damalige Holzhändler Ken Tyrrell miterlebte. Das Rennen begründete nach eigenen Worten sein Interesse am Motorsport und führte dazu, dass Tyrrell zunächst eine Amateurkarriere als Rennfahrer begann und 1960 ins Motorsportmanagement wechselte. Daraus entstand das spätere Formel-1-Team Tyrrell Racing Organisation.